# Annlis Bjarkhamar
Annlis Bjarkhamar (Vágur, 1974. január 20. –) feröeri tanár és politikus, a Tjóðveldi tagja.

## Pályafutása
1996-1997-ben Porkeriben, 2001-2002 között a tórshavni Eysturskúliban volt helyettesítő tanár. 1997 és 2001 között az Útvarp Føroyánál dolgozott.
Volt az Unga Tjóðveldið (a Tjóðveldi ifjúsági szervezete vezetője), majd 2002-2003-ig a kulturális tárcát vezette Anfinn Kallsberg kormányában.

## Magánélete
Szülei Irdi sz. Hjelm és Dánjal Bjarkhamar Vágurból. Élettársa Ian Luid Fuglafjørðurból.

## Fordítás
- Ez a szócikk részben vagy egészben az Annlis Bjarkhamar című norvég Wikipédia-szócikk ezen változatának fordításán alapul.  Az eredeti cikk szerkesztőit annak laptörténete sorolja fel. Ez a jelzés csupán a megfogalmazás eredetét és a szerzői jogokat jelzi, nem szolgál a cikkben szereplő információk forrásmegjelöléseként.